# Retiniphyllum fuchsioides
Retiniphyllum fuchsioides är en måreväxtart som beskrevs av Kurt Krause. Retiniphyllum fuchsioides ingår i släktet Retiniphyllum och familjen måreväxter. Inga underarter finns listade i Catalogue of Life.